# John Harlin
John Harlin Elvis II (30 giugno 1935 – Eiger, 22 marzo 1966) è stato un alpinista e aviatore statunitense dell'US Air Force, morto in un incidente di montagna sulla parete nord dell'Eiger sulle Alpi svizzere.

## Biografia
Laureato all'Università di Stanford, si è distinto per aver scalato il versante settentrionale dell'Eiger e la via diretta del Dru sul Massiccio del Monte Bianco. Nel 1966 si prefisse di realizzare l'ascesa della via direttissima, sempre dell'Eiger, ma la rottura di una corda gli provocò una caduta nel vuoto e la conseguente morte.
Lo scozzese Dougal Haston, compagno di cordata nella stessa tragica salita, raggiunta la cima per lo stesso percorso studiato dall'americano con un altro alpinista, nonostante la disgrazia, decise di intitolarglielo chiamandolo via Harlin.
La vicenda è stata narrata nel libro  Direttissima: The Eiger Assault scritto da Peter Gillman e Dougal Haston.
Il figlio dell'alpinista, John Harlin III, che aveva nove anni al tempo della morte del padre, anche lui alpinista, nonché scrittore, nel 2007 ha scalato la parete nord dell'Eiger, girando nel contempo un filmato, il tutto in onore del genitore.